# Kungsäter
Kungsäter – miejscowość (tätort) w Szwecji, w regionie administracyjnym (län) Halland, w gminie Varberg.
Według danych Szwedzkiego Urzędu Statystycznego liczba ludności wyniosła: 361 (31 grudnia 2015), 397 (31 grudnia 2018) i 410 (31 grudnia 2019).